# مقاطعة تود (كنتاكي)
مقاطعة تود (بالإنجليزية: Todd County, Kentucky) هي إحدى مقاطعات ولاية كنتاكي في الولايات المتحدة. تأسست سنة 1820، بلغ عدد سكانها 12460 نسمة في عام 2010 حسب إحصاء مكتب تعداد الولايات المتحدة .

## أعلام
- بنجامين هاريسون ريفيس
- وليام والاس سميث بليس
- روجر كسو. ميلس
- كارولين غوردون

## وصلات خارجية
- http://www.toddcounty.ky.gov/ نسخة محفوظة 23 يوليو 2014 على موقع واي باك مشين.
- United States Counties